# 白山站 (新潟縣)
白山站（日语：／ Hakusan eki */?）是位於新潟縣新潟市中央區白山浦二丁目647番，東日本旅客鐵道（JR東日本）的越後線車站。

## 歷史

新潟附近鐵路路線圖

- 1912年（大正元年）8月25日：越後鐵道吉田至白山之間開通，此站啟用。當時車站位於現時新潟市立鏡淵小學附近[1]。
- 1927年（昭和2年）10月1日：越後鉄道被國有化，柏崎至白山之間全線隸屬國鐵越後線。
- 1943年（昭和18年）11月1日：信越本線（貨物支線） 新潟至關屋之間開業。
- 1951年（昭和26年）
  - 6月25日：開始新潟至關屋之間的旅客業務。
  - 12月15日：貨物支線與越後線整合，白山站遷移至支線上，關屋至白山之間的舊線廢止[2]。同時，終止貨物起卸業務（在程序上，由於在舊線廢止後，於支線上新設白山站，因此，JR東日本定當日為車站啟用日）。
- 1964年（昭和39年）6月16日：發生新潟地震。關屋至白山之間的路基凹陷，受損情況較大。
- 1987年（昭和62年）4月1日：伴隨國鐵分割民營化，車站由東日本旅客鐵道（JR東日本）營運。
- 2004年（平成16年）
  - 秋天：發車鐘（日语：発車ベル）開始使用（但是一人控制列車不會使用）。
  - 12月9日：自動閘機開始使用。
- 2006年（平成18年）1月21日：此站可使用IC卡「Suica」（新潟都市圈範圍）。
- 2010年（平成22年）：在JR東日本和新潟市的「新潟站附近連續立體化工程白山段」和「白山站周邊工程」中，車站大樓開始翻新。
  - 12月18日：指定席售票機開始運用。
- 2013年（平成25年）9月1日：現時車站大樓與上行月台（3、4號月台）開始使用，閘外南北行人通道暫時啟用。
- 2014年（平成26年）3月：閘外南北行人通道全面竣工。北出口與北邊的升降機啟用。

### 白山站周邊工程
在2013年夏天前，舊車站大樓中沒有通道連接南北兩處，行人需要繞過車站東邊的地下通道才可跨過越後線，使車站南邊的使用者做成不便和抱怨。在2008年春天，新潟市為了改善市區交通，制定了中短期計劃。在「新潟交通戰略計劃」中的「改善越後線的方便性」被列表重點項目之一 。
新潟市和JR東日本新潟分社已經在[新潟站]]附近進行連續立體化工程，新潟站的月台由工程前的4面7線，變成車站高架化後的3面5線。隨著該站的月台減少，為了維持運輸能力，便於白山站進行工程，當中增設了1座上行月台和1座上行路軌，而舊上行路軌變成中線，可讓上下行列車停站，兩座月台都可使用該中線，形成2面3線的月台結構。同時間為了改善車站大樓與周邊的環境，以及加強交通機能。便把車站大樓半地下化，新設了南北閘外行人通道，把站前廣場與周邊道路擴張，進行大規模的翻新工程。該工程於2008年3月起開始，在2010年度起所有工程都已開始動工。
在2012年度，部分新設施開始使用，並預計在2013年度中全面竣工。但是由於站前廣場附近部分地主不願意遷離，因此計劃需要進行修訂，而連續立體化工程由於延誤，使完工時間延遲了1年。經過修訂後，在2013年度中部分工程完成，並於2014年度全面竣工。
在2013年夏天，上行月台和現時車站大樓竣工，除了南北閘外行人通道與北出口外大部分工程竣工。在9月1日的首班列車起開始使用，同時新設了南出口。由於在北出口一方還有舊車站大樓的障礙物，因此臨時建設了出入口，並暫時使用該出入口，直至同月中把舊車站大樓撒走之止，才開始建設北出口與站前廣場。北出口在2014年3月竣工，而南北閘外行人通道同時全面啟用。隨後，站前廣場繼續進行擴展工程。在2015年9月5日，BRT萬代橋線開業，巴士開始駛入此站。

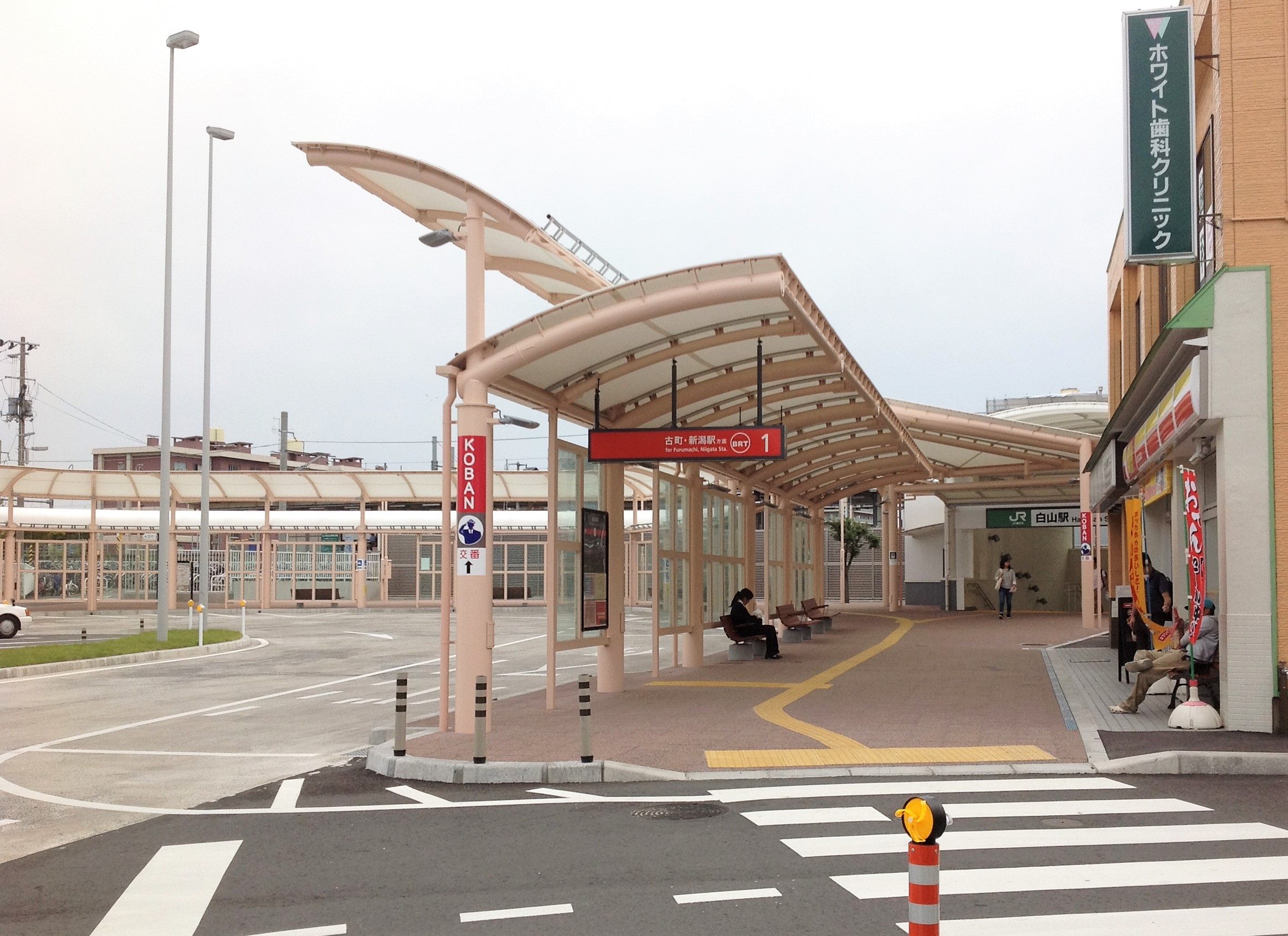
白山站前廣場（2015年9月拍攝）
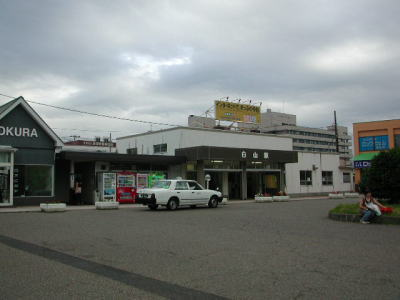
在撤走前的北出口舊車站大樓（2004年7月拍攝）

## 車站構造
車站是一座位於路堤上的地面車站，設有2面3線的島式月台，在2座月台之間設有1條路軌，為上下行共用月台。車站大樓位於月台下層，該處設有閘口和連接車站南北的閘外行人通道。
此站是由新潟站管理的業務委託車站，委托了JR新潟Business負責車站業務。車站內設有6座自動閘機，所有閘機可支援Suica等IC卡，當中2座閘機只供出閘使用並只可使用Suica。在閘口附近設有列車出發電子顯示屏、有人檢票口暨綠色窗口（營業時間 7:00 - 20:00）、自動售票機（1部多功能售票機）、指定席售票機（1部，營業時間 5:30 - 23:00）、1座補票機]]（閘內）和自動販賣機等。於閘內大堂設有候車室、廁所和自動販賣機等設施。另外，在月台上已經引入發車音樂。此站設有無障礙設施，包括上下行各月台設有1座升降機和2座電梯（上下行各1座），在閘內大堂設有感應鐘，另外此站設有多功能廁所（設施包括人工肛門對應設備）。
閘外行人通道（白山站地下通道）由新潟市中央區建設課管理。該通道設有無障礙設施，包括於閘口正面設有使用觸覺圖製成的周邊地圖。於樓梯附近等設有感應鐘。在北出口和南出口各有1座升降機。
現時的車站大樓在2013年9月1日開始使用。現時車站大樓與南北閘外行人通道是白山站周邊工程的其中一環。在工程開始前，此站只有1面2線的島式月台（即現時下行月台一方），只有北邊的車站大樓與地下通道。隨著工程開始，在2010年10月30日起地下通道關閉，開始使用臨時跨線橋，在現時車站大樓啟用前一直使用舊車站大樓。

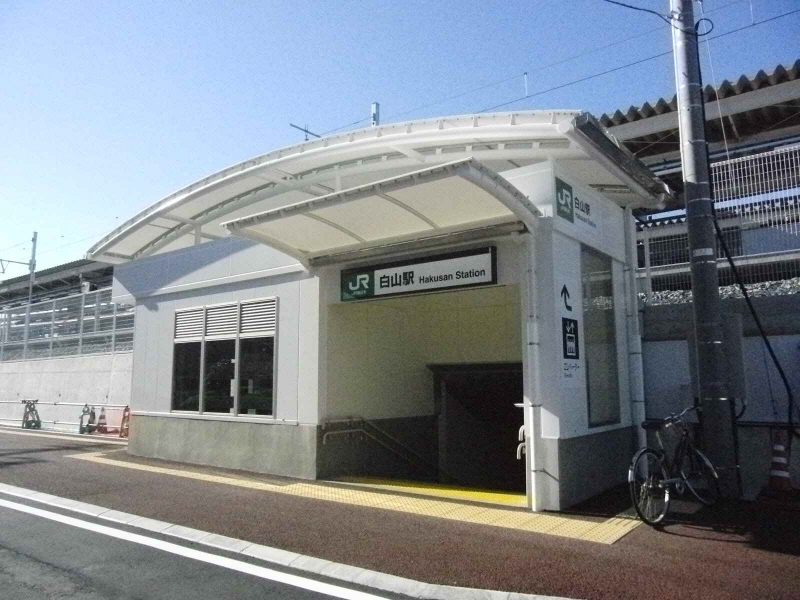
南出口(2013年9月)
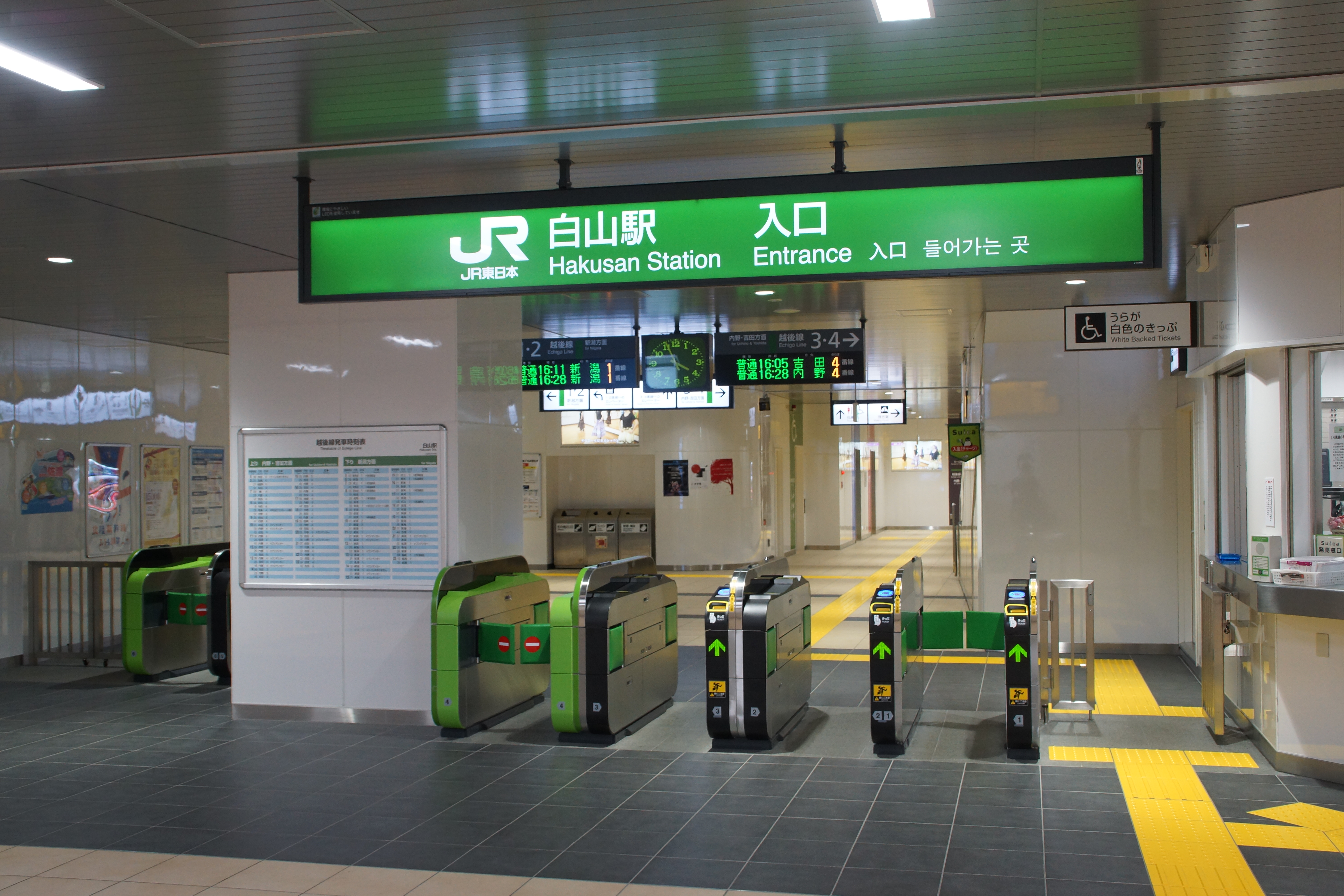
閘口(2015年2月)

### 月台
| 月台 | 路線    | 上下行 | 方向           |
| ---- | ------- | ------ | -------------- |
| 1、2 | ■越後線 | 下行   | 新潟方面       |
| 3、4 | ■越後線 | 上行   | 內野、吉田方向 |

參考
- 2、3號月台之間設有中線，上行、下行月台之間設有該路軌。在2013年9月28日時間表修正起，兩方向部分定期列車會使用該月台。今後主要用作從新潟方向的折返列車使用。

## 使用狀況
根據「JR東日本」的資料，在2019年度（令和元年度）1日平均乘車人次為5,360人。此站是繼新潟站和長岡站，為新潟縣第3多人使用的車站。
以下為近年乘車人次變化列表：
| 乘車人次變化       | 乘車人次變化     | 乘車人次變化    |
| 年度               | 1日平均 乘車人次 | 參考資料        |
| ------------------ | ---------------- | --------------- |
| 2000年（平成12年） | 6,004            | [ 利用客数 2 ]  |
| 2001年（平成13年） | 5,947            | [ 利用客数 3 ]  |
| 2002年（平成14年） | 5,980            | [ 利用客数 4 ]  |
| 2003年（平成15年） | 6,010            | [ 利用客数 5 ]  |
| 2004年（平成16年） | 5,423            | [ 利用客数 6 ]  |
| 2005年（平成17年） | 5,267            | [ 利用客数 7 ]  |
| 2006年（平成18年） | 5,121            | [ 利用客数 8 ]  |
| 2007年（平成19年） | 5,176            | [ 利用客数 9 ]  |
| 2008年（平成20年） | 5,275            | [ 利用客数 10 ] |
| 2009年（平成21年） | 5,292            | [ 利用客数 11 ] |
| 2010年（平成22年） | 5,363            | [ 利用客数 12 ] |
| 2011年（平成23年） | 5,147            | [ 利用客数 13 ] |
| 2012年（平成24年） | 5,112            | [ 利用客数 14 ] |
| 2013年（平成25年） | 5,371            | [ 利用客数 15 ] |
| 2014年（平成26年） | 5,241            | [ 利用客数 16 ] |
| 2015年（平成27年） | 5,437            | [ 利用客数 17 ] |
| 2016年（平成28年） | 5,416            | [ 利用客数 18 ] |
| 2017年（平成29年） | 5,360            | [ 利用客数 19 ] |
| 2018年（平成30年） | 5,334            | [ 利用客数 20 ] |
| 2019年（令和元年） | 5,360            | [ 利用客数 1 ]  |

## 車站周邊
車站周邊為白山地區，該區為古老住宅區。在北出口站前廣場周邊設有派出所、餐廳、藥店等設施。在迴旋路上設有的士經常駐守。另外，此站附近為公共設施與教育設施集中地，因此有許多通勤乘客和學生使用此站。
曾經在北出口的國道8號（現時為縣道164號與市道）上設有新潟交通電車線的共用路面區間。在戰前部分時期於車站前設有白山站前停留場。該電車線在1992年廢止共用路面區間，並開始分階段廢止路線，最後在1999年，最後營業區間東關屋站至月潟站之間廢止。在共用路面區間的道路命名為「電車通」，於電車線廢止後向沿線居民派發問卷，愛稱改名為「白山通」。但是由於現時該處成為了新潟市BRT路線之一，因此方便公眾，因此稱為「舊電車通」。

### 北出口
- 新潟縣道164號白山停車場女池線（日语：新潟県道164号白山停車場女池線）、新潟市道中央2-156號線（白山通，舊電車通）
- 新潟市道寄居濱女池線2號（白山跨道橋）
- 新潟中央警署（日语：新潟中央警察署） 白山站前派出所
- 松本清甲信越販賣（日语：マツモトキヨシ甲信越販売） 白山站前店
- NHK新潟放送局
- 新潟縣保健衛生中心 本館
- 新潟市立鏡淵小學
- 新潟市政廳（日语：新潟市役所）[1]
- 新潟大學醫學系、牙醫學系（旭町校園）、醫齒學綜合醫院（日语：新潟大学医歯学総合病院）
- 新潟地方裁判所（日语：新潟地方裁判所）
- 新潟家庭裁判所（日语：新潟家庭裁判所）
- 新潟少年鑑別所
- 一番堀廣場
- 白山公園
  - 白山神社（日语：白山神社 (新潟市中央区一番堀通町)）[1]
  - 新潟縣政紀念館（日语：新潟県政記念館）
  - 新潟市運動場（日语：新潟市陸上競技場）[1]
  - 新潟市體育館（日语：新潟市体育館）
  - 新潟縣民會館（日语：新潟県民会館）
  - 新潟市民藝術文化會館（日语：新潟市民芸術文化会館）
  - 新潟市音樂文化會館（日语：新潟市音楽文化会館）
- 新潟縣立新潟高等學校（日语：新潟県立新潟高等学校）
- 新潟縣立新潟商業高等學校（日语：新潟県立新潟商業高等学校）
- 新潟縣立新潟中央高等學校（日语：新潟県立新潟中央高等学校）
- 新潟青陵高等學校（日语：新潟青陵高等学校）
- 清水食品中心（日语：清水フードセンター） 關屋店
- 古町愛宕神社（日语：古町愛宕神社）

### 南出口
- 新潟縣保健衛生中心 分館（成人病檢查中心）
- 公益社團法人新潟縣看護協會
- 新潟縣立癌症中心新潟醫院（日语：新潟県立がんセンター新潟病院）
- 新潟市立白新中學
- 新潟理容美容專門學校
- 新潟放送（BSN、TBS系列）
- 信濃川
  - 和平堤（日语：やすらぎ堤）

## 巴士
在北出口站前廣場和南出口附近設有新潟交通集團（包括新潟交通觀光巴士）的巴士站。
在北出口一方的白山站前巴士站，一直都位於市道（白山通）上。在2015年9月5日，BRT路線「萬代橋線」開始運行後，現存路線進行大規模時間表修正，同時「新巴士站」啟用，於同日把巴士站遷移至北出口站前廣場的迴旋路內。另外，現存經北出口的大部分巴士路線均整合至萬代橋線。在南出口一方的癌症中心巴士站（於縣立癌症中心正面玄關迴旋路內）已經停用。

### 北出口
截至2019年6月，在北出口站前廣場內的巴士站中，設有以下巴士路線停靠。
| 巴士站名稱 | 乘車處、方向                      | 路線名稱           | 路線編號、目的地                                                                                             |
| ---------- | --------------------------------- | ------------------ | --- |
| 白山站前   | 1號乘車處（中心部、青陵大學方向） | ■ BRT 萬代橋線     | B10・B11・B13 經市政廳前、古町 新潟站前                                                                      |
| 白山站前   | 1號乘車處（中心部、青陵大學方向） | 白根方向的直達班次 | W70 經市政廳前、古町 新潟站前                                                                                |
| 白山站前   | 1號乘車處（中心部、青陵大學方向） | 早上快線           | W46 經昭和大橋、笹出線 新潟站南出口                                                                          |
| 白山站前   | 1號乘車處（中心部、青陵大學方向） | ■ 青陵L 青陵快線   | 青陵L 經新大醫院 青陵大學                                                                                    |
| 白山站前   | 2號乘車處（青山方向）             | ■ BRT 萬代橋線     | B10 青山 ※部分班次前往青山後直通■ W3 寺尾線、■ W4 大堀線 B11 青山、青山本村、青山一丁目 B13 青山、西部營業所 |
| 白山站前   | 2號乘車處（青山方向）             | 白根方向的直達班次 | W70 【快速】經東青山、故鄉村、大野 白根、潟東營業所                                                          |

- 萬代橋線的巴士站編號為10。快速班次不停此站。
- 有關寺尾線、大堀線直通班次目的地可參見「AEON新潟青山購物中心#青山巴士站（日语：イオン新潟青山ショッピングセンター#青山バス停）」。
- W70系統的快速直達班次中，萬代橋線新潟站前至第一高校前之間行走相同路線與巴士站。東關屋和關屋大川前通過，不途經青山。

### 南出口
截至2019年6月，於南出口的市道（川岸町通）上，癌症中心前路口處設有巴士站，並設有以下巴士路線停靠。
| 巴士站名稱 | 乘車處、方向                  | 路線名稱        | 路線編號、目的地                                                               |
| ---------- | ----------------------------- | --------------- | ------------------------------------------------------------------------------ |
| 癌症中心前 | 市政廳方向 （停車場前）       | ■ C1 縣廳線     | C10 運動場前、市政廳前                                                         |
| 癌症中心前 | 市政廳方向 （停車場前）       | ■ S1 市民醫院線 | S10 運動場前、市政廳前、新潟大學醫院                                           |
| 癌症中心前 | 縣廳方向 （Daily Yamazaki前） | ■ C1 縣廳線     | C10 經川岸町 縣廳、新潟站南出口                                                |
| 癌症中心前 | 縣廳方向 （Daily Yamazaki前） | ■ S1 市民醫院線 | S10 經川岸町 縣廳、新潟市民醫院                                                |
| 癌症中心前 | 縣廳方向 （Daily Yamazaki前） | 縣內高速        | 長岡 十日町 柏崎 高田、直江津 糸魚川 三條、燕 五泉、村松 阿賀町巴士 津川、上川 |

## 相鄰車站
東日本旅客鐵道（JR東日本）
■越後線
關屋－白山－上所

## 注腳

### 使用狀況
1. 1 2  . 東日本旅客鉄道.   [2020-07-18]. （原始内容存档于2020-07-10） （日语）.
2. ↑  . 東日本旅客鉄道.   [2019-04-07]. （原始内容存档于2019-03-28） （日语）.
3. ↑  . 東日本旅客鉄道.   [2019-04-07]. （原始内容存档于2019-03-28） （日语）.
4. ↑  . 東日本旅客鉄道.   [2019-04-07]. （原始内容存档于2019-03-28） （日语）.
5. ↑  . 東日本旅客鉄道.   [2019-04-07]. （原始内容存档于2019-03-28） （日语）.
6. ↑  . 東日本旅客鉄道.   [2019-04-07]. （原始内容存档于2019-03-28） （日语）.
7. ↑  . 東日本旅客鉄道.   [2019-04-07]. （原始内容存档于2019-03-28） （日语）.
8. ↑  . 東日本旅客鉄道.   [2019-04-07]. （原始内容存档于2019-03-28） （日语）.
9. ↑  . 東日本旅客鉄道.   [2019-04-07]. （原始内容存档于2019-03-28） （日语）.
10. ↑  . 東日本旅客鉄道.   [2019-04-07]. （原始内容存档于2019-03-28） （日语）.
11. ↑  . 東日本旅客鉄道.   [2019-04-07]. （原始内容存档于2019-03-28） （日语）.
12. ↑  . 東日本旅客鉄道.   [2019-04-07]. （原始内容存档于2019-03-28） （日语）.
13. ↑  . 東日本旅客鉄道.   [2019-04-07]. （原始内容存档于2019-03-28） （日语）.
14. ↑  . 東日本旅客鉄道.   [2019-04-07]. （原始内容存档于2019-03-28） （日语）.
15. ↑  . 東日本旅客鉄道.   [2019-04-07]. （原始内容存档于2019-03-28） （日语）.
16. ↑  . 東日本旅客鉄道.   [2019-04-07]. （原始内容存档于2019-03-28） （日语）.
17. ↑  . 東日本旅客鉄道.   [2019-04-07]. （原始内容存档于2019-03-23） （日语）.
18. ↑  . 東日本旅客鉄道.   [2019-04-07]. （原始内容存档于2019-03-28） （日语）.
19. ↑  . 東日本旅客鉄道.   [2019-04-07]. （原始内容存档于2019-03-21） （日语）.
20. ↑  . 東日本旅客鉄道.   [2019-07-23]. （原始内容存档于2019-07-05） （日语）.

## 外部連結
- 車站資訊（白山）：東日本旅客鐵道（日語）
- 白山站周邊工程（新潟市） （页面存档备份，存于）（日語）